# Col·legi Oficial d'Arquitectes de Madrid
El Col·legi Oficial d'Arquitectes de Madrid és el col·legi professional d'arquitectes de la Comunitat de Madrid (Espanya). Es tracta d'una corporació de dret públic creada mitjançant el Reial decret de 27 de desembre de 1929, heretada de la Societat Central d'Arquitectes, la fundació de les quals data de l'any 1849. El de Madrid era un dels sis col·legis d'arquitectes creats mitjançant aquest reial decret.
Inicialment, la demarcació de la qual era responsable el COAM incloïa, a més de la província de Madrid, les de Santander, Burgos, Soria, Segòvia, Àvila, Toledo, Ciudad Real, Conca, Guadalajara, Càceres, Badajoz i Valladolid. Posteriorment, a mesura que s'anaven creant col·legis, les províncies més llunyanes van ingressar en col·legis de nova creació. Al moment de la creació de les comunitats autònomes, només estaven adscrits al COAM els arquitectes de les províncies limítrofes amb la de Madrid (Segòvia, Gualajara, Toledo i Àvila).
El degà del COAM és José María Ezquiaga, que dirigeix la corporació al costat de la Junta de Govern i la Junta de Representants. El COAM, la seu del qual està al carrer Hortaleza, 63, a Madrid, pertany al Consell Superior de Col·legis d'Arquitectes d'Espanya (CSCAE).
Té una biblioteca amb més de 20 000 títols entre els quals destaquen quaranta manuscrits i prop de 1000 obres dels segles XVI al XIX, entre els quals es troba el primer tractat d'arquitectura en llengua espanyola, redactat per Diego de Sagredo al segle XVI: Mesures del Romà. També pertany a aquest col·legi professional la Fundació Arquitectura COAM, la qual organitza cursos, exposicions, activitats i conferències que @tratar acostar l'arquitectura als habitants de la Comunitat de Madrid.
Existeix un servei d'atenció al públic i disponde de notables serveis per a professionals i no professionals.
L'anterior seu, del carrer Neula Nº12, va ser venuda a FCC a canvi que li construís la seu actual en l'antiga Escola Pia de Sant Antón, entre els carrers Hortaleza, Santa Brígida i Farmàcia. La nova seu, obra de l'arquitecte Gonzalo Moure, va ser inaugurada oficialment el 29 de febrer de 2012.